# Уряд Косова
Уряд Косова — вищий орган виконавчої влади Косова.

## Голова уряду
- Прем'єр-міністр — Рамуш Харадінай (англ. Ramush Haradinaj).
- Перший віце-прем'єр-міністр — Беджет Пацоллі (англ. Behgjet Pacolli).
- Віце-прем'єр-міністр — Енвер Ходжай (англ. Enver Hoxhaj).
- Віце-прем'єр-міністр — Дардан Гаші (англ. Dardan Gashi).
- Віце-прем'єр-міністр - Фатмір Лімай (англ. Fatmir Limaj)
- Віце-прем'єр-міністр - Далібор Євтич (англ. Dalibor Jevtić)

## Кабінет міністрів
Склад чинного уряду подано станом на 8 вересня 2017 року.
| Логотип | Міністерство                                        | Міністр                            | Фото | Час на посаді | Час на посаді | Партія | Партія | Вебсайт |
| ------- | --------------------------------------------------- | ---------------------------------- | ---- | ------------- | ------------- | ------ | ------ | ------- |
|         | Міністерство внутрішніх справ                       | Фламур Сефай (Flamur Sefaj)        |      |               |               |        |        |         |
|         | Міністерство державного управління                  | Махір Ягчилар (Mahir Yagcilar)     |      |               |               |        |        |         |
|         | Міністерство європейської інтеграції                | Дхурата Ходжа (Dhurata Hoxha)      |      |               |               |        |        |         |
|         | Міністерство екології та територіального планування | Альбена Решітай (Albena Reshitaj)  |      |               |               |        |        |         |
|         | Міністерство економічного розвитку                  | Вальдрін Ллюка (Valdrin Lluka)     |      |               |               |        |        |         |
|         | Міністерство з питань повернення і місцевих громад  | Далібор Євтич (Dalibor Jevtic)     |      |               |               |        |        |         |
|         | Міністерство закордонних справ                      | Беджет Пацоллі (Behgjet Pacolli)   |      |               |               |        |        |         |
|         | Міністерство місцевого самоврядування               | Іван Тодозієвіч (Ivan Todosijević) |      |               |               |        |        |         |
|         | Міністерство освіти, науки і технологій             | Шикері Битикі (Shyqeri Bytyqi)     |      |               |               |        |        |         |
|         | Міністерство охорони здоров'я                       | Уран Ісмаілі (Uran Ismaili)        |      |               |               |        |        |         |
|         | Міністерство праці та соціальної допомоги           | Скандер Резіка (Skender Reçica)    |      |               |               |        |        |         |
|         | Міністерство сил безпеки                            | Ррустем Беріша (Rrustem Berisha)   |      |               |               |        |        |         |
|         | Міністерство сільського і лісового господарства     | Ненад Рікало (Nenad Rikalo)        |      |               |               |        |        |         |
|         | Міністерство торгівлі та промисловості              | Байрам Хасані (Bajram Hasani)      |      |               |               |        |        |         |
|         | Міністерство у справах діаспори                     | Дардан Гаші (Dardan Gashi)         |      |               |               |        |        |         |
|         | Міністерство фінансів                               | Бедрі Хамза (Bedri Hamza)          |      |               |               |        |        |         |
|         | Міністерство юстиції                                | Абелярд Тахірі (Abelard Tahiri)    |      |               |               |        |        |         |
|         | Міністерство культури, молоді та спорту             | Куйтим Гаші (Kujtim Gashi)         |      |               |               |        |        |         |
|         | Міністерство державної адміністрації                | Махір Ягцилар (Mahir Yağcılar)     |      |               |               |        |        |         |
|         | Міністерство інфраструктури                         | Пал Лекай (Pal Lekaj)              |      |               |               |        |        |         |
|         | Міністрерство сільського розвитку                   | Расім Демірі (Rasim Demiri)        |      |               |               |        |        |         |
|         | Міністр інновацій та підприємництва                 | Бесім Бекай (Besim Beqaj)          |      |               |               |        |        |         |